# Randy Castillo
Randolpho Francisco Castillo (Albuquerque, 18 de diciembre de 1950-Los Angeles, 26 de marzo de 2002), conocido artísticamente como Randy Castillo, fue un baterista conocido por su trabajo con Mötley Crüe y Ozzy Osbourne.

## Carrera
Castillo se mudó a Los Ángeles durante los años 70 y encontró trabajo tocando con bandas locales, para grabar el primer álbum de Lita Ford antes de que Ozzy Osbourne le fichara. Perteneció a la banda de Osbourne entre 1986 y 1997 y durante una breve gira en 1998 por Australia y Nueva Zelanda. En 1999 se unió a Mötley Crüe para reemplazar a Tommy Lee, quien había dejado el grupo para formar Methods of Mayhem. Castillo recibió una llamada de Sharon Osbourne que le dijo que llamara al bajista Nikki Sixx, pues buscaban un nuevo baterista. Randy y Nikki hablaron por teléfono unos minutos y después Nikki habló con el resto del grupo para conocer su opinión acerca del baterista. A continuación, sin entrevistas ni audiciones, Nikki anunció a Randy que iba a formar parte de Mötley Crüe. Con esta banda grabó un único álbum de estudio en 2000 llamado New Tattoo, antes de enfermar gravemente.
Murió de cáncer en el año 2002.

## Discografía

### con Code Blue
- True Stoty (1983)

### con Lita Ford
- Dancin' on the Edge (1984)

### con Ozzy Osbourne
- The Ultimate Sin (1986)
- No Rest for the Wicked (1988)
- Just Say Ozzy (1990)
- No More Tears (1991)
- Live & Loud (1993)

### con Red Square Black
- Red Square Black "EP" (1994)

### con Mötley Crüe
- New Tattoo (2000)
- The Millennium Collection: The Best of Mötley Crüe (2000)
- Red, White & Crüe (2005)